# Ernie Royal
Ernest Andrew Royal (2 de junio de 1921 – 16 de marzo de 1983) fue un trompetista de jazz estadounidense. 
Fue el hermano menor del clarinetista y saxo alto Marshall Royal, con quien formó parte del big band de Lionel Hampton (1940-1942) y el de Ray Charles para la grabación del clásico The Genius of Ray Charles (1959).
Asimismo, trabajó con Woody Herman, Count Basie, Duke Ellington, Wardell Gray, Stan Kenton y con el octeto de Charles Mingus, Teo Macero, John Lewis y Kenny Clarke.
Entre las grabaciones a las que contribuyó, se encuentran las de Miles Davis Miles Ahead (1957), Porgy and Bess (1958), y Sketches of Spain (1960).

## Discografía
- 1956: In the Land of Hi-Fi with Julian Cannonball Adderley - Cannonball Adderley
- 1957: Miles Ahead - Miles Davis
- 1957: Phineas Newborn Plays Jamaica - Phineas Newborn, Jr.
- 1957: My Fair Lady Loves Jazz - Billy Taylor
- 1958: New Bottle Old Wine - Gil Evans
- 1958: Porgy and Bess - Miles Davis
- 1958: Brass & Trio - Sonny Rollins
- 1959: The Genius of Ray Charles - Ray Charles
- 1962: Cabin in the Sky - Curtis Fuller
- 1963: For Members Only - Shirley Scott
- 1960: Sketches of Spain - Miles Davis
- 1964: Rough House Blues - Lou Donaldson
- 1964: The Cat - Jimmy Smith
- 1965: With Respect to Nat - Oscar Peterson
- 1966: Happenings - Hank Jones y Oliver Nelson
- 1966: Spanish Rice - Clark Terry y Chico O'Farrill
- 1969: Soul '69 - Aretha Franklin
- 1972: Guess Who - B. B. King
- 1977: Color as a Way of Life - Lou Donaldson